# NGC 584

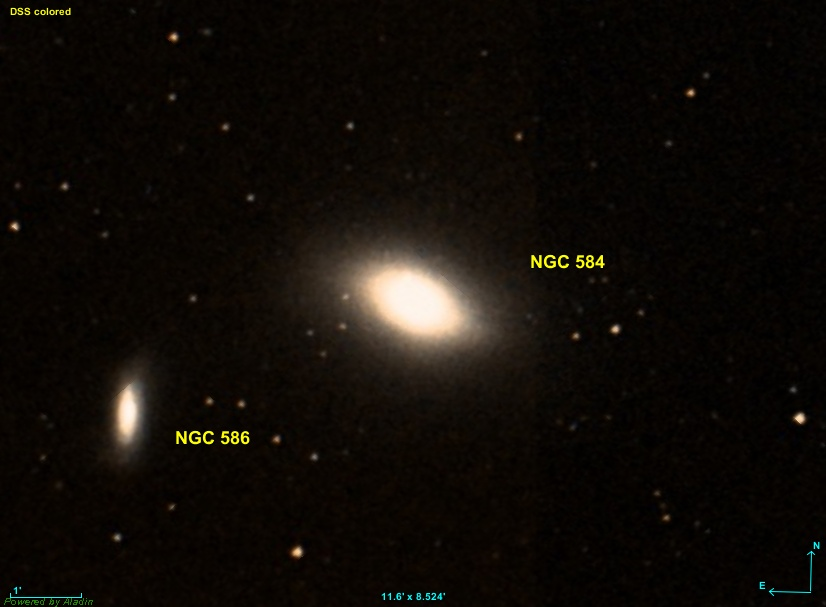
NGC 584 a NGC 586 na snímku z přehlídky DSS

NGC 584 je eliptická galaxie v souhvězdí Velryby. Její zdánlivá jasnost je 10,5m a úhlová velikost 4,1′ × 2,0′. Je vzdálená 82 milionů světelných let, skutečný průměr je 40 tisíc světelných let. Objevil ji William Herschel 10. září 1785. O sto let později ji 30. listopadu 1885 nezávisle spoluobjevil Lewis Swift a dostala se tak do Index Catalogue pod označením IC 1712.
Galaxie NGC 584 je nejjasnějším členem skupiny galaxií LGG 27 spolu s galaxiemi NGC 586, NGC 596, NGC 600, NGC 615, NGC 636, PGC 5341 a PGC 6190. S galaxií NGC 586 tvoří gravitačně vázaný pár galaxií Holm 45.